# Alex Ferreira
Alex Ferreira (* 14. August 1994 in Aspen) ist ein US-amerikanischer Freestyle-Skier. Er startet in der Disziplin Halfpipe.

## Werdegang
Ferreira nimmt seit 2010 an internationalen Wettbewerben teil. Dabei holte er in der Saison 2010/11 bei der US Revolution Tour in Copper Mountain und bei der Gatorade FreeFlow Tour in Snowbasin seine ersten Siege. In der Saison 2011/12 wurde er bei der US Revolution Tour in Copper Mountain und bei den Aspen Snowmass Open jeweils Dritter. Sein Debüt im Freestyle-Skiing-Weltcup hatte er im Dezember 2011 in Copper Mountain, welches er auf dem 62. Rang beendete. Im Januar 2013 siegte er bei The North Face Park and Pipe Open Series in Whistler und belegte bei den Winter-X-Games 2013 in Aspen den 13. Platz. Bei den Winter-X-Games-Europe 2013 in Tignes errang er den 12. Platz. Nach Platz drei bei den New Zealand Freeski Open in Cardrona zu Beginn der Saison 2013/14, siegte er bei den Aspen Snowmass Open und holte bei den Winter-X-Games 2014 die Bronzemedaille. Auch im folgenden Jahr holte er bei den Winter-X-Games die Bronzemedaille. Im März 2015 erreichte er in Tignes mit dem dritten Platz seine erste Podestplatzierung im Weltcup. In der Saison 2015/16 kam er bei den Winter-X-Games 2016 in Aspen auf den vierten Platz und gewann bei den X-Games Oslo 2016 die Silbermedaille. Zudem wurde er bei der Winter Dew Tour in Breckenridge Dritter. Im März 2017 holte er in Tignes seinen ersten Weltcupsieg. Zu Beginn der Saison 2017/18 siegte er beim Weltcup in Cardrona und bei der Winter Dew Tour in Breckenridge. Es folgten drei zweite Plätze und zum Saisonende den zweiten Platz im Gesamtweltcup und den ersten Rang im Halfpipe-Weltcup. Bei den Winter-X-Games 2018 in Aspen und den Olympischen Winterspielen 2018 in Pyeongchang holte er jeweils die Silbermedaille. Im folgenden Jahr gewann er bei den Winter-X-Games Gold und wurde bei den Weltmeisterschaften in Park City Achter. Bei den Winter-X-Games 2020 holte er erneut Gold. In der Saison 2020/21 wurde er bei den Winter-X-Games 2021 Siebter und bei den Weltmeisterschaften 2021 in Aspen Vierter. In der folgenden Saison gewann er bei den Olympischen Winterspielen 2022 in Peking die Bronzemedaille und erreichte den zweiten Platz im Halfpipe-Weltcup.
In der Saison 2022/23 holte Ferreira in Calgary seinen vierten Weltcupsieg und wurde zum Saisonende Dritter im Halfpipe-Weltcup. Zudem kam er bei den Winter-X-Games 2023 auf den achten Platz und gewann beim Saisonhöhepunkt, den Weltmeisterschaften 2023 in Bakuriani erneut die Bronzemedaille. In der Saison 2023/24 gewann er alle fünf Halfpipe-Wettbewerbe im Weltcup und damit den Halfpipe-Weltcup sowie den Park & Pipe-Weltcup. Zudem holte er bei den Winter-X-Games 2024 die Goldmedaille.

## Erfolge

### Olympische Spiele
- Pyeongchang 2018: 2. Halfpipe
- Peking 2022: 3. Halfpipe

### Weltmeisterschaften
- Park City 2019: 8. Halfpipe
- Aspen 2021: 4. Halfpipe
- Bakuriani 2023: 3. Halfpipe

### Weltcupsiege
Ferreira errang bisher 18 Podestplätze im Weltcup, davon 10 Siege:
| Datum             | Ort              | Land                | Disziplin |
| ----------------- | ---------------- | ------------------- | --------- |
| 7. März 2017      | Tignes           | Frankreich          | Halfpipe  |
| 1. September 2017 | Cardrona         | Neuseeland          | Halfpipe  |
| 10. Dezember 2021 | Copper Mountain  | Vereinigte Staaten  | Halfpipe  |
| 21. Januar 2023   | Calgary          | Kanada              | Halfpipe  |
| 9. Dezember 2023  | Secret Garden    | Volksrepublik China | Halfpipe  |
| 15. Dezember 2023 | Copper Mountain  | Vereinigte Staaten  | Halfpipe  |
| 2. Februar 2024   | Mammoth Mountain | Vereinigte Staaten  | Halfpipe  |
| 15. Februar 2024  | Calgary          | Kanada              | Halfpipe  |
| 17. Februar 2024  | Calgary          | Kanada              | Halfpipe  |
| 21. Dezember 2024 | Copper Mountain  | Vereinigte Staaten  | Halfpipe  |

### Weltcupwertungen
| Saison  | Gesamt | Gesamt | Park & Pipe | Park & Pipe | Halfpipe | Halfpipe |
| Saison  | Platz  | Punkte | Platz       | Punkte      | Platz    | Punkte   |
| ------- | ------ | ------ | ----------- | ----------- | -------- | -------- |
| 2011/12 | 184.   | 3      | -           | -           | 31.      | 13       |
| 2012/13 | 24.    | 41     | -           | -           | 9.       | 119      |
| 2013/14 | 23.    | 43     | -           | -           | 7.       | 117      |
| 2014/15 | 28.    | 28     | -           | -           | 5.       | 139      |
| 2015/16 | 41.    | 26,2   | -           | -           | 6.       | 131      |
| 2016/17 | 29.    | 34,4   | -           | -           | 6.       | 172      |
| 2017/18 | 2.     | 60,33  | -           | -           | 1.       | 362      |
| 2018/19 | 146.   | 6,4    | -           | -           | 25.      | 32       |
| 2019/20 | 109.   | 11,6   | -           | -           | 19.      | 58       |
| 2020/21 | -      | -      | 31.         | 40          | 6.       | 40       |
| 2021/22 | -      | -      | 5.          | 260         | 2.       | 260      |
| 2022/23 | -      | -      | 8.          | 200         | 3.       | 200      |
| 2023/24 | -      | -      | 1.          | 500         | 1.       | 400      |

### Winter-X-Games
- Winter-X-Games 2013: 13. Halfpipe
- Winter-X-Games-Europe 2013:  12. Halfpipe
- Winter-X-Games 2014: 3. Halfpipe
- Winter-X-Games 2015: 3. Halfpipe
- Winter-X-Games 2016: 2. Halfpipe
- X-Games Oslo 2016: 2. Halfpipe
- Winter-X-Games 2018: 2. Halfpipe
- Winter-X-Games 2019: 1. Halfpipe
- Winter-X-Games 2020: 1. Halfpipe
- Winter-X-Games 2021: 7. Halfpipe
- Winter-X-Games 2023: 8. Halfpipe
- Winter-X-Games 2024: 1. Halfpipe
- Winter-X-Games 2025: 2. Halfpipe